# باباچولاندیا
باباچولاندیا (به پرتغالی: Babaçulândia) یک منطقهٔ مسکونی در برزیل است که در توکانتینس واقع شده‌است. باباچولاندیا ۱٬۷۸۸ کیلومتر مربع مساحت و ۱۰٬۶۶۶ نفر جمعیت دارد.